# 宁图拉
宁图拉（英語：Nintulla）或宁图勒（Nintul）是苏美尔神话中的一位神，他是专为治愈恩基之病而生的八位神祇之一。恩基指定他为麦甘的统治者。

## 参阅资料
- Sumerian Mythology: Chapter II. Myths of Origins（页面存档备份，存于）